# Pepe Alameda
Carlos Fernández y López-Valdemoro (Madrid, 24 de noviembre de 1912 – CDMX, 28 de enero de 1990), más conocido por el seudónimo José Alameda o Pepe Alameda (en español: ⓘ), fue un cronista, escritor, locutor, productor de televisión, comentarista taurino, poeta y autor de libros hispano- mexicano.
Llegó a México después de la Guerra Civil Española en 1939, es decir, como exiliado político, y llegó a convertir México en su segunda patria. Inició su carrera como comentarista en 1941 en XEBZ-AM, continuó en XEW-AM y XEQ-AM y pasó finalmente a la televisión, por parte de Telesistema Mexicano (hoy Televisa) en donde llegó a narrar los domingos por la tarde las corridas de toros, prácticamente años finales de los 50's y década de los 60's siendo suspendidas estas narraciones de la televisión, por nuevas políticas de la empresa. Era conocido como "El Maestro". De hecho, conocía el toreo desde la propia experiencia, como aficionado práctico, amante de las capeas.

## Escritor y poeta
“-Fue mucho más que un gran cronista de toros." Dice Téllez, "-Hizo de la crónica televisada todo un género literario efímero que nace y muere con la propia corrida, en una sola tarde, y que nace y muere con él. El placer de escucharlo iba a la par del placer de ver torear. Ese género acabó con su muerte. Pepe ha sido, además, uno de los más lúcidos y más inteligentes historiadores taurinos de la fiesta de los toros. Hoy por hoy, sus textos son ampliamente consultados y de referencia obligatoria para todos los que pretendan historiar la fiesta... Fue además, un gran poeta, así lo demuestra su libro ‘El Seguro Azar del Toreo’, y sobre todo sus Poemas al Valle de México y Ensayos sobre estética, libro, este último, que fue como una bomba en los círculos intelectuales de la Ciudad de México, ¿cómo, se preguntaban muchos, un frívolo cronista de toros se atrevió a juzgar a Goya, Picasso, Dalí, José Luis Cuevas, a Diego Rivera y Orozco?, impresionadas las mafias de intelectuales por la seriedad del poeta, del ensayista y el profundo conocimiento y dominio del lenguaje, del que hacía gala en todos sus escritos y narraciones, lo condenaron a muerte de puro miedo. No le dieron cabida en ninguna página, revista o suplemento cultural. Muy lejos estaban los días, en que Xavier Villaurrutia, director de la prestigiada revista literaria ‘El Hijo Pródigo’, le publicó su ensayo ‘Disposición a la muerte’. Esto sucedía allá por noviembre de 1944. Apareció su ensayo junto al poema “La vereda del cuco” de Luis Cernuda, y eran sus compañeros en la revista: Alfonso Reyes, Rodolfo Usigli, Octavio Paz, Enrique González Martínez, José Gaos, José Vasconcelos, Pepe Bergamín. Y precisamente a Bergamín dedicó su ensayo con motivo de la reedición de El arte del Birlibirloque. No perseguía tanto comentar este libro, decía Alameda, cuanto en cierto sentido complementarlo... Ponerle reverso a su anverso. Fue en Disposición a la muerte donde Pepe escribió aquello de 

El toreo no es graciosa huida, sino apasionada entrega.

 Era su eslogan en todos los programas de radio y hoy por hoy un aforismo de aceptación universal... Feliz estaba don Pepe codeándose con tanta grandeza literaria, pero… un buen día se le atravesaría por ahí una estación de radio, le descubren sus cualidades excepcionales para hablar de toros, después llega la televisión y la consagración absoluta como el mejor cronista taurino y… adiós carrera literaria.
Escribió dos ensayos taurinos de singularísimo enfoque: Los heterodoxos del toreo (1979), y El hilo del toreo (1989). Ambos se reeditaron posteriormente en un solo volumen, con prólogo de Paco Aguado, crítico taurino español, que dice de Alameda: "un pensador de la crítica taurina, tan heterodoxo como los protagonistas". Ciertamente, de esto puede dar una idea su reivindicación de la figura de El Cordobés, tan denostado por la crítica purista o canónica. Y, en efecto, añade Aguado: "Alameda es un heterodoxo porque entra a saco en el campo de los cánones, para arrasarlos". Su argumento es este: "La verdadera autenticidad de la Fiesta estriba en su emoción, y en que hay tantas emociones como tipos de toreros, toros y públicos. Alameda lo entendió desde siempre, y por eso se ríe, con tristeza, de tanto escolástico de pueblo revestido de experto". En cuanto al tema de El hilo del toreo, como expresa su título, presenta y argumenta dos líneas evolutivas diferentes desde los orígenes, conforme a dos tipos de personalidad taurina en sentido amplio. Así, "De un lado, Paquiro, Belmonte, Ortega. Del otro, Cúchares, Guerra, Joselito". Aquellos se expresaban a sí mismos, estos expresaban el toreo".
Cuando el escritor colombiano, afincado en España, Nicolás Sampedro publica su ensayo Cargar la suerte, uno de los críticos de prestigio que escoge para ir conformando su teoría o definición de tal concepto es Pepe Alameda, pero como este, en su línea heterodoxa, discute las más clásicas y prestigiosas interpretaciones sobre tan complejo concepto taurino, evidenciando algunas de sus contradicciones, Sampedro tiene que recurrir a un pequeño fragmento de El hilo del toreo poco compremetedor. Puede verse también en esta anécdota un ejemplo más de las dificultades de integración en el mundo cultural a que le arrastraba su singularidad, aunque paradójicamente, con la perspectiva del tiempo la lectura de su obra cobra un merecido atractivo por esa misma característica genuina. ¿Hay ensayos taurinos, aparte de los de Pepe Alameda, salpicados de poemas del propio autor? 
Por los años ochenta, quiso volver a sus inicios literarios, pero no le abrieron las puertas de los cenáculos culturales. Los intelectuales le seguían teniendo miedo. Quiso incorporarse como maestro de literatura en las universidades, tenía invitación para ello; no lo dejaron. Televisa alegó derechos de exclusividad y lo retuvo, incluso sin desarrollar actividad alguna.
Se desquitaba don Pepe dando conferencias a lo largo de la República, hablando de toros y de poesía, de pintura; de actor en algún monólogo que él mismo compuso para lucir sus dotes histriónicas.
Ricardo Garibay, intrigado por el silencio de las mafias literarias, decide visitarle en su casa. A la media hora de platicar y comentar su obra, le dice: ‘¡Oiga Pepe, usted, es un gran escritor!’; yo lo sé, respondió Pepe. Pero además, ¡usted también es un gran poeta!, replicó Garibay, también lo sé, respondió Pepe; y nosotros ¿por qué no lo sabemos?, inquirió Garibay. No me lo explicó, respondió Pepe, agregando, yo lo sé desde hace mucho, y perdone la inmodestia, pero sí soy un gran poeta.

## Su muerte
Era tarde, cuando se despidió Garibay, don Pepe se bebió él solo todo el cognac que tenía en su casa. Bebía y bebía sin parar. En algún momento descubrió que el tequila era mejor que el cognac para tomar sus antibióticos. Cuando su médico de cabecera se enteró, se lo prohibió enérgicamente, y Pepe, montado en cólera, lo corrió: ¡Largo de aquí mierda miserable!, le gritaba, ¡yo soy una República y en mi república mando yo!

Y Pepe se dio instrucciones a sí mismo para morir. ¿Por qué no he muerto ya? Protestaba enojado muchas veces. Otras se quejaba ¡yo debía haber muerto hace mucho tiempo! ¿Y por qué quiere morir don Pepe?, le pregunté en alguna ocasión. Porque yo debí haber sido un gran tribuno, y no esto, me dijo señalando un manojo de cuartillas con la reseña de la última corrida de toros.

Y un buen día, tarde de toros, domingo 28 de enero de 1990, Pepe Alameda decide morirse. Dieron la noticia en el parlante de la gran plaza y estalló la ovación más sentida, más doliente, más triste que se haya dado a persona alguna en la México. (Plaza de Toros).
Alameda fue siempre ‘el Maestro Alameda’, un maestro entre muchos profesores.

- El toreo no es graciosa huida sino apasionada entrega

Y sabiéndose mucho tiempo atrás que era un gran poeta, nos dejó en sentidos versos, su biografía, su autorretrato: Paso a paso he pasado por la Tierra/ camino a la muerte prometida/ Sin poder detenerme/Y la muerte me ha dado cada día/ un poco de su polvo. Y he vivido/ con una vida ambigua,/ creciéndome la muerte por adentro/ detrás de la sonrisa/ Hasta quedar al cabo en un pequeño/ montón de huesos y ceniza/ Ese soy yo/ Tal es mi biografía.